# 프랭클린 스트리트역 (IRT 브로드웨이-7번로선)
프랭클린 스트리트(영어: Franklin Street)역은 뉴욕 지하철 IRT 브로드웨이-7번로선의 역이다. 전시간 1 열차가, 심야시간 2 열차가 운행된다.

## 역사

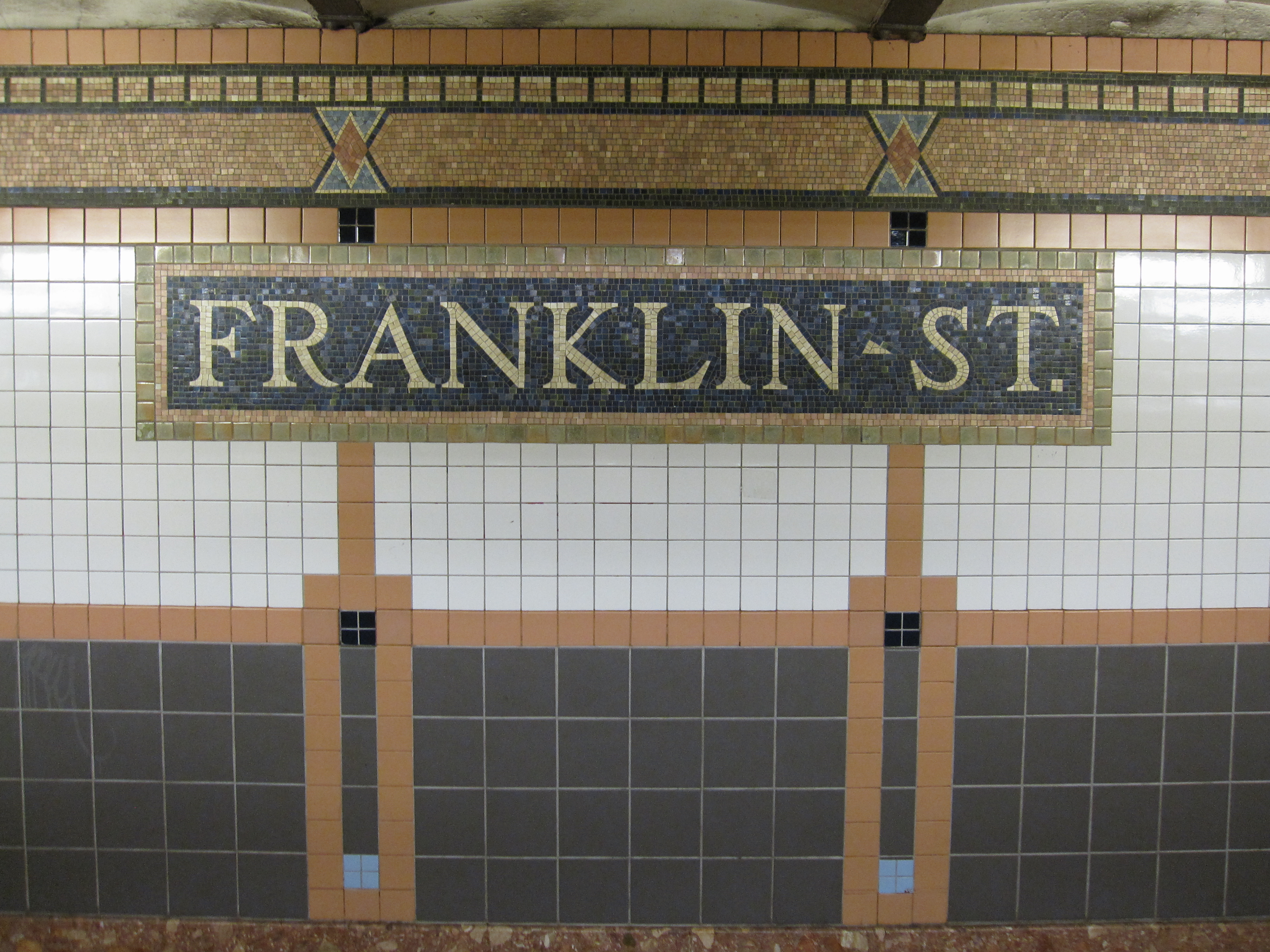
모자이크 역명판

이중 계약(Dual Contracts)은 1913년 3월 19일에 체결된 계약으로, 뉴욕의 도시철도 노선 건설 및 개조 및 운영을 위한 계약이다. 이 계약들은 시와 두 개의 분리된 민간 회사(인터버러 래피드 트랜짓 컴퍼니와 브루클린 래피드 트랜짓 컴퍼니) 사이에 체결되었다는 점에서 "이중"이었다. 이중 계약은 브루클린에 몇 개의 노선을 건설할 것을 약속했다. 계약 4의 일부로, IRT는 맨해튼 서부를 위해  7번로, 바릭 가, 그리고 웨스트 브로드웨이를 따라 남쪽에 원래 지하철 노선의 지선을 건설하는 데 동의했다.
이 노선의 건설은 렉싱턴 애비뉴선의 건설과 함께 IRT 시스템의 운영을 변화시킨다. 기차가 브로드웨이를 경유해서 42번가로 가는 대신에, 파크 애비뉴로 다다르기 전에, 42번가 셔틀로 연결된 두 개의 간선 노선이 있다. 이 시스템은 노선상의 "Z" 시스템에서 "H" 시스템으로 변경된다. 한 간선은 파크 애비뉴를 따라 새로운 렉싱턴 애비뉴 선을 지나가고, 다른 간선은 브로드웨이를 따라 새로운 7번로 선을 지나게 된다. 이 노선이 배릭 가(Varick Street)와 웨스트 브로드웨이 따라 계속 이어지기 위해서는 이러한 거리가 더 넓어야 했고, 두개의 새로운 거리로 7번로 확장과 배릭 가 확장이 이루어졌다. 지하철 연장은 첼시, 그리니치 빌리지같은 인근지역과 연결하여 로어웨스트사이드가 성장할 것으로 예측했다.
프랭클린 스트리트는 1918년 7월 1일 34번가-펜역발 사우스 페리행 연장선과 함께 개장되면서 셔틀로 운행되었다. 새로운 "H" 시스템은 1918년 8월 1일에 시행하여 브로드웨이-7번로 선의 양쪽을 연결하고 그리고 모든 웨스트사이드 열차를 타임스 스퀘어에서 남쪽으로 보냈다. 전환의 즉각적인 결과로 원래 노선대로 이용하기 위해서는 42번가 셔틀을 이용하여 환승해야 한다. "H" 시스템의 완성은 IRT 시스템의 용량을 두 배로 증가시켰다.

## 역 구조
틀:NYCS Platform Layout IRT Broadway–Seventh Avenue Line/local
이 역은 2개의 상대식 승강장과 4개의 선로가 있으며, 승강장간 횡단로가 없다. 중앙선로는 낮 시간대에 2,3 급행열차가 사용한다.

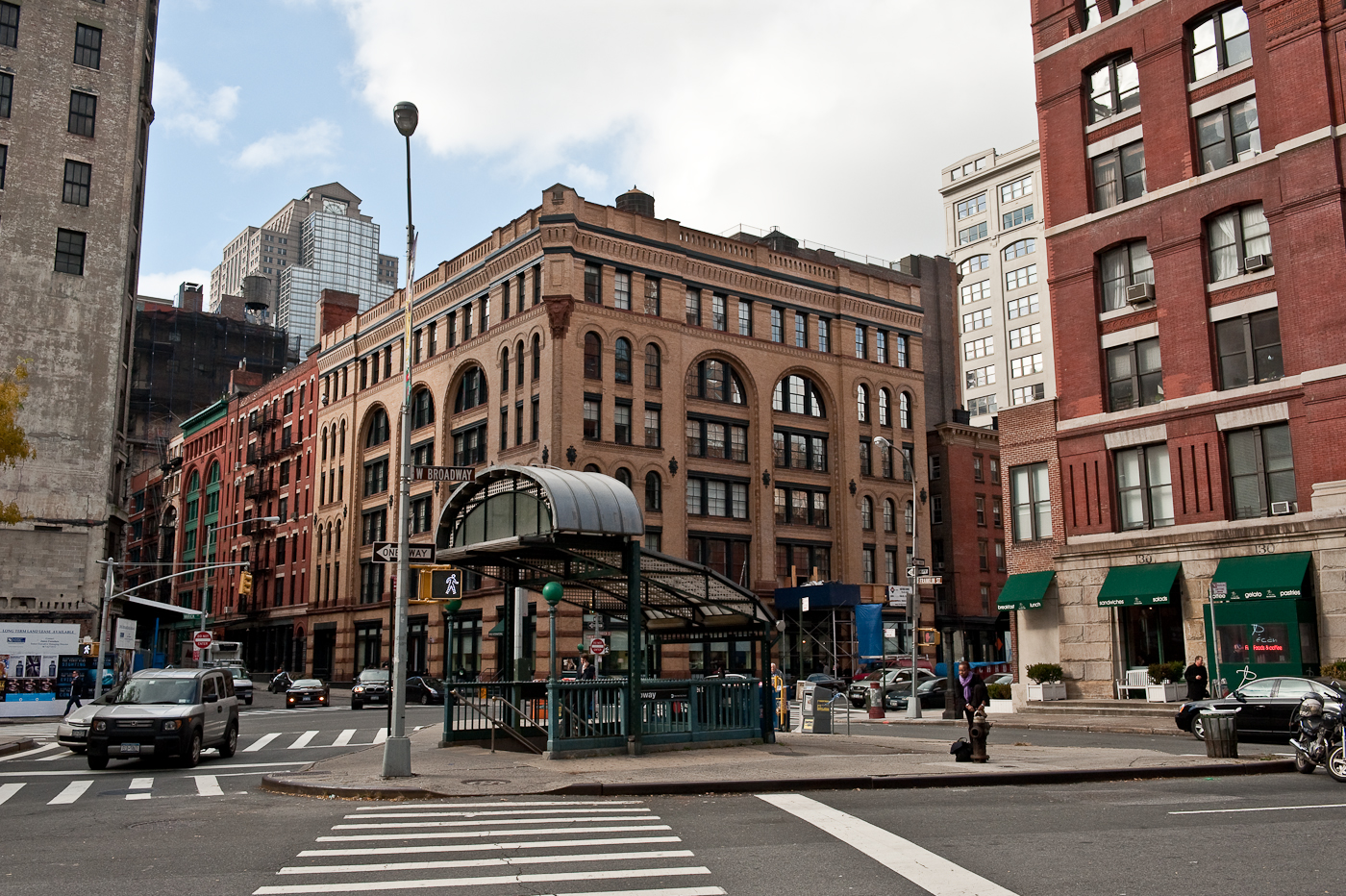
상행 출구

남행 승강장에는 "스토어 윈도우(store window)" 스타일의 예술 전시가 있고, 북행에는 모조 신문가판대가 있다. 역의 기존 벽타일은 개조중에 교체되었으나, 모자이크 띠는 유지되었다.("Franklin Street" 대형 모자이크, 소형 "F", "To Franklin St."와 "To North Moore St."같은 방향 모자이크) 바닥 타일은 장미색이다.

### 출구
전시간 운영 출구는 상행 부분의 배릭가(Varick Street)와 웨스트 브로드웨이가 만나는 교통섬에 있다. 72번가역과 볼링 그린역에 기존의 IRT 키오스크를 연상시키는 키오스크가 있지만, 1990년대 중반 역의 개보수 과정에서 추가되었다. 배릭가와 프랭클린가의 서쪽 모퉁이에는 하행 부분 거리와 연결되는 계단 출구가 있으나, 부스는 전시간 직원이 상주하지 않는다. 북쪽 모퉁이의 한 블록에는 상·하행 양쪽에 있는 배릭가와 노스 무어 가(North Moore Street)의 북쪽 모퉁이에 반시간 운영 전체높이 개찰구가 있다.